# Hazme girar
Spin Me Round (titulada en español Hazme girar en España) es una película de comedia negra estadounidense de 2022 coescrita por Jeff Baena y Alison Brie y dirigida por Baena. Se estrenó en el festival South by Southwest 2022 el 12 de marzo de 2022. Fue estrenada el 19 de agosto de 2022 por IFC Films en cines y por AMC+ en video bajo demanda.

## Sinopsis
Amber, gerente de una cadena de restaurantes en Bakersfield, California, gana un viaje con todos los gastos al programa de inmersión educativa de la franquicia en Pisa, Italia, así como la oportunidad de conocer al rico y carismático propietario de la cadena, Nick. Sin embargo, encuentra una aventura diferente a la que imaginaba.

## Reparto
- Alison Brie como Amber.
- Alessandro Nivola como Nick Martucci.
- Fred Armisen como Ricky.
- Tim Heidecker como Fran.
- Tricia Helfer como Sofia.
- Ayden Mayeri como Jen
- Ego Nwodim como Emily.
- Jake Picking como Jake.
- Debby Ryan como Susie.
- Molly Shannon como Deb.
- Ben Sinclair como Craig.
- Lauren Weedman como Liz Bence.
- Zach Woods como Dana.
- Lil Rel Howery como Paul.
- Aubrey Plaza como Kat.

## Producción
En mayo de 2021 se anunció que Jeff Baena y su coguionista y estrella de Horse Girl, Alison Brie, se reunirían para Spin Me Round, que coescribirían. Brie protagonizaría la película junto con Aubrey Plaza, Alessandro Nivola, Molly Shannon y Lil Rel Howery. El rodaje comenzó en Italia en junio de 2021.

## Lanzamiento
Spin Me Round tuvo su estreno mundial en el festival South by Southwest 2022 el 12 de marzo de 2022. Fue estrenado el 19 de agosto de 2022 por IFC Films en cines y por AMC+ en video bajo demanda.

## Recepción
En Rotten Tomatoes, la película tiene un índice de aprobación del 47% basado en 86 reseñas, con una calificación promedio de 5,4/10. El consenso de los críticos del sitio web dice: «Si bien nunca alcanza su potencial, Spin Me Round sigue siendo una comedia vertiginosamente divertida elevada por las actuaciones de Alison Brie y Aubrey Plaza». En Metacritic, la película tiene una puntuación promedio ponderada de 58 sobre 100 basada en 23 críticas, lo que indica «críticas mixtas o promedio».